# Eskuinaldea
Eskuinaldea o Eskumaldea (en castellà Margen Derecho) és una subcomarca del Gran Bilbao (Biscaia). Està situada, com indica el seu nom, al marge dret de la ria del Nerbion. És un nom comú (no oficial) creat a la fi del segle xix, època d'industrialització. Té uns 130.000 habitants.
Està delimitada al nord per la Badia de Biscaia, al sud per la ciutat de Bilbao, a l'oest la Ria de Bilbao i el Marge Esquerre i a l'est la comarca d'Uribe i el Txorierri.

## Composició
Està format per tres municipis: 
- Getxo
- Leioa
- Erandio

## Cultura
Són molt populars en diversos festivals de la regió, el Festival Internacional de Folk de Getxo, Blues Festival, la Fira del Còmic de Getxo i el Festival de Comèdia de Leioa.